# توماس باترسون (سياسي)
توماس باترسون (بالإنجليزية: Thomas Patterson)‏ هو سياسي أمريكي، ولد في 1 أكتوبر 1764، وتوفي في 7 فبراير 1856. انتخب عضو مجلس النواب الأمريكي.